# Blaqk Audio
Blaqk Audio ist ein 2006 gestartetes Futurepop-Musikprojekt von Davey Havok und Jade Puget, die als Mitglieder der Band A Fire Inside (AFI) bekannt geworden sind. Das Debütalbum CexCells verkaufte sich in den USA allein in der ersten Woche etwa 29.000 mal.

## Stil
Anders als AFI, deren Stil als Alternative Rock bezeichnet wird, orientiert sich Blaqk Audio sehr an der Musik der 1980er, also elektronischer Popmusik. Davey Havok übernimmt den Gesang, obwohl man ihn wegen der vielen elektronischen Verfremdungen nicht immer sofort als solchen erkennt, und schreibt die Liedtexte, die sich noch sehr an denen von AFI orientieren. Jade Puget schreibt die Musik, hin und wieder kann man ihn auch als zweite Stimme oder Gegenstimme von Davey hören, jedoch singt er nie selbst größere Teile.

## Diskografie

### Alben
- 2007: CexCells (Interscope Records)
- 2012: Bright Black Heaven
- 2016: Material
- 2019: Only Things We Love

### Singles
- 2007: Stiff Kittens